# Gunnar Hökmark
Anders Gunnar Hökmark (født 19. september 1952) er siden 2004 svensk medlem af Europa-Parlamentet, valgt for Moderaterne (indgår i parlamentsgruppen Gruppen for Det Europæiske Folkeparti).